# María Eugenia Vidal
María Eugenia Vidal (Buenos Aires, 8 settembre 1973) è una politica argentina, dal 2015 al 2019 governatrice della provincia di Buenos Aires, la prima donna in carica e la prima non peronista dal 1987. Membro di Proposta Repubblicana (PRO), ha precedentemente ricoperto il ruolo di ministro dello Sviluppo Sociale della Città di Buenos Aires e nel 2011 è stata eletta vicesindaco della città sotto Mauricio Macri. Dal 2021 è deputata nazionale per la coalizione Juntos por el Cambio..
Durante il suo periodo come governatrice, Vidal fu chiamata "la Margaret Thatcher argentina" a causa della sua dura posizione contro i sindacati degli insegnanti di orientamento peronista.

## Biografia
María Eugenia Vidal è nata a Buenos Aires nello storico quartiere di Flores nel 1973, si è laureata in scienze politiche alla Pontificia università cattolica argentina. 
Nel 2015 si è candidata come governatrìce della Provincia di Buenos Aires per la coalizione Cambiemos sconfiggendo Aníbal Fernández del Fronte per la Vittoria con il 39.49% contro il 35.18% di Fernández.

## Vita privata
Sposata dal 1998 con Ramiro Tagliaferro, politico e politologo, ex sindaco del partito Morón, con cui ha tre figli: Camila, María José e Pedro. 
I due si sono separati.  Dal 2020 ha una relazione con il giornalista Enrique Sacco, vedovo della giornalista Débora Pérez Volpin.